# RC Toulon
Der Rugby Club Toulonnais (meist kurz RC Toulon) ist ein Rugby-Union-Verein aus der französischen Stadt Toulon im Département Var. Er ist in der höchsten französischen Liga Top 14 vertreten und trägt seine Heimspiele im Stade Mayol aus. Bisher wurde der RC Toulon viermal französischer Meister und gewann dreimal den internationalen Champions Cup.

## Geschichte
Der Verein entstand am 3. Juni 1908 durch die Fusion von Étoile Sportive Varoise und einem Teil von Stade Varois aus der Nachbarstadt La Seyne. 1909 stand der neu entstandene Verein im Finale der zweiten Liga, verlor aber gegen US Montauban. Es dauerte weitere 23 Jahre, bis der RC Toulon die Spitze des französischen Rugby erreicht hatte. 1931 wurde im Meisterschaftsfinale Lyon OU bezwungen und Toulon feierte den ersten Meistertitel. 1934 gewann die Mannschaft die prestigeträchtige Challenge Yves du Manoir (ein weiteres Mal im Jahr 1970).
Der RC Toulon blieb weiterhin eine der besten Mannschaften des Landes und erreichte weitere vier Male das Endspiel (1948, 1968, 1971 und 1985). Doch jedes dieser Spiele ging verloren. Das Finale des Jahres 1968 fiel besonders knapp aus: Wegen der Mai-Unruhen musste das Spiel um drei Wochen verschoben werden. Am Ende der regulären Spielzeit stand es 6:6, nach Verlängerung 9:9. Der FC Lourdes wurde zum Meister erklärt, da er zwei Versuche erzielt hatte und Toulon gar keinen. Darüber hinaus war es nicht mehr möglich, so spät eine Wiederholung anzusetzen, da die französische Nationalmannschaft kurz vor der Abreise zu einer Tournee nach Neuseeland und Südafrika stand. Auch 1971 und 1985 wurde der RC Toulon erst in der Verlängerung bezwungen.
1987 stand der RC Toulon wieder im Finale und gewann zum zweiten Mal den Meistertitel, nach dem Sieg über den Racing Club de France. Der dritte Titel folgte 1992, als Biarritz Olympique bezwungen wurde. In den folgenden Jahren war der Verein nicht mehr besonders erfolgreich und häufte einen Schuldenberg von 10 Millionen Francs an. Im Juli 2000 verfügte die Ligue nationale de rugby aufgrund der finanziellen Probleme den Zwangsabstieg in die zweitklassige Pro D2. Erst fünf Jahre später gelang der Wiederaufstieg. Doch die Saison 2005/06 verlief wenig erfolgreich; der RC Toulon gewann nur drei von 26 Spielen und stieg nach nur einer Saison wieder ab.
Der neue Präsident Mourad Boudjellal investierte viel Geld und verpflichtete zahlreiche prominente Spieler. Viel Aufsehen erregte er mit der Verpflichtung des ehemaligen All-Blacks-Kapitäns Tana Umaga als Trainer, der gleich nach dem Ende des Air New Zealand Cup Ende Oktober 2006 nach Toulon flog. Oberstes Ziel der Vereinsführung war der Aufstieg in die Top 14, der schließlich Ende der Saison 2007/08 gelang. 2012 stand die Mannschaft erstmals nach 20 Jahren wieder im Meisterschaftsfinale, verlor dieses jedoch. In der Saison 2012/13 stieß der RC Toulon ins Finale des Heineken Cup vor und gewann dieses mit 16:15 gegen ASM Clermont Auvergne. Das Meisterschaftsfinale 2013 ging wiederum verloren, diesmal gegen Castres Olympique.
In der Saison 2013/14 entschied der RC Toulon sowohl die französische Meisterschaft, als auch den Heineken Cup für sich, den die Mannschaft nach der Umbenennung in European Rugby Champions Cup in der Saison 2014/15 erneut gewinnen konnte. Keinem anderen Team gelang bislang der Titel-Hattrick in der europäischen „Königsklasse“.

## Erfolge
- Sieger Heineken Cup / European Rugby Champions Cup: 2013, 2014, 2015
- Meister: 1931, 1987, 1992, 2014
- Meisterschaftsfinalist: 1946, 1968, 1971, 1985, 1989, 2012, 2013, 2016
- Sieger Challenge Yves du Manoir: 1934, 1970
- Finalist Challenge Yves du Manoir: 1939, 1954, 1983
- Finalist European Challenge Cup: 2010
- Meister Pro D2: 2005, 2008
- Zweiter Pro D2: 2000

## Finalspiele des RC Toulon

### Meisterschaft
| Datum          | Meister           | 2. Finalist           | Ergebnis    | Ort                               | Zuschauer |
| -------------- | ----------------- | --------------------- | ----------- | --------------------------------- | --------- |
| 10. Mai 1931   | RC Toulon         | Lyon OU               | 6:3         | Parc Lescure, Bordeaux            | 10.000    |
| 18. April 1948 | FC Lourdes        | RC Toulon             | 11:3        | Stade des Ponts Jumeaux, Toulouse | 29.753    |
| 16. Juni 1968  | FC Lourdes        | RC Toulon             | 9:9 n. V.   | Stadium Municipal, Toulouse       | 28.526    |
| 16. Mai 1971   | AS Béziers        | RC Toulon             | 15:9 n. V.  | Parc Lescure, Bordeaux            | 27.737    |
| 24. Mai 1985   | Stade Toulousain  | RC Toulon             | 36:22 n. V. | Parc des Princes, Paris           | 37.000    |
| 22. Mai 1987   | RC Toulon         | Racing Club de France | 15:12       | Parc des Princes, Paris           | 48.000    |
| 27. Mai 1989   | Stade Toulousain  | RC Toulon             | 10:12       | Parc des Princes, Paris           | 48.000    |
| 6. Juni 1992   | RC Toulon         | Biarritz Olympique    | 19:14       | Parc des Princes, Paris           | 48.000    |
| 9. Juni 2012   | Stade Toulousain  | RC Toulon             | 18:12       | Stade de France, Saint-Denis      | 79.612    |
| 1. Juni 2013   | Castres Olympique | RC Toulon             | 19:14       | Stade de France, Saint-Denis      | 80.033    |
| 31. Mai 2014   | RC Toulon         | Castres Olympique     | 18:10       | Stade de France, Saint-Denis      | 80.174    |
| 24. Juni 2016  | Racing 92         | RC Toulon             | 29:21       | Camp Nou                          | 99.124    |

### Heineken Cup / European Rugby Champions Cup
| Datum        | Sieger    | 2. Finalist           | Ergebnis | Ort                         | Zuschauer |
| ------------ | --------- | --------------------- | -------- | --------------------------- | --------- |
| 18. Mai 2013 | RC Toulon | ASM Clermont Auvergne | 16:15    | Aviva Stadium, Dublin       | 50.148    |
| 24. Mai 2014 | RC Toulon | Saracens              | 23:6     | Millennium Stadium, Cardiff | 67.578    |
| 2. Mai 2015  | RC Toulon | ASM Clermont Auvergne | 24:18    | Twickenham Stadium, London  | 56.662    |

### European Challenge Cup
| Datum        | Sieger             | 2. Finalist | Ergebnis | Ort                        | Zuschauer |
| ------------ | ------------------ | ----------- | -------- | -------------------------- | --------- |
| 23. Mai 2010 | Cardiff Blues      | RC Toulon   | 28:21    | Stade Vélodrome, Marseille | 48.990    |
| 18. Mai 2012 | Biarritz Olympique | RC Toulon   | 21:18    | The Stoop, London          | 09.376    |

## Spieler

### Aktueller Kader
Der Kader für die Saison 2019/2020:

### Bekannte ehemalige Spieler
| - Marcel Baillette - Roland Bertranne - Christian Califano - Christian Carrère - Éric Champ - Jerry Collins (Neuseeland) - Felipe Contepomi (Argentinien) - Jean-Jacques Crenca - Yann Delaigue - Christophe Dominici | - Jérôme Gallion - George Gregan (Australien) - Arnaldo Gruarin - Rob Henderson (Irland) - André Herrero - Aubin Hueber - Gethin Jenkins (Wales) - Dan Luger (England) - Jo Maso - Victor Matfield (Südafrika) | - Nathan Mauger (Neuseeland) - Andrew Mehrtens (Neuseeland) - Gérald Merceron - Anton Oliver (Neuseeland) - Gonzalo Quesada (Argentinien) - Henri Rancoule - Paul Sackey (England) - Tana Umaga (Neuseeland) - Sonny Bill Williams (Neuseeland) - Jonny Wilkinson (England) |